# 常姓
常姓为中文姓氏，在《百家姓》排名第80位。

## 起源
- 周武王弟卫康叔後裔：支庶一支食邑于常（今山东滕州市东南），因以为氏。
- 出自黄帝大臣：上古时代黄帝有大臣常仪和大司空常先，常姓当此出，为河南常氏。
- 出自吳國公族：春秋时吴王封其支庶于常（今江苏省常州一带），其后人以封邑名为氏，是为江苏常姓。
- 出自楚國公族：楚國公族子常，子孫以常為姓。
- 为避讳改姓而来：汉时本有恒姓者，因汉文帝名刘恒，以避名讳之故，恒姓改姓常。
- 出自少数民族中有常姓：蒙、满、回等族均有常姓。

## 播遷
山东、河南、江苏为早期常姓发源地。汉时常在山东的一支已形成一大望族，有平原郡望；至三国时部分迁入四川；同时亦在河南形成望族。
唐时常姓迁至福建，宋时入粤。清代常姓有入台，定居新加坡等地者。
今日常姓以河南、山东、黑龙江、吉林、河北等省居多，上述五省常姓约占全国汉族常姓人口的63%。常姓是当今中国姓氏排行第九十四位的大姓，人口较多，约占全国汉族人口的百分之零点一八。

## 延伸阅读
[在维基数据编辑]
 《百家姓》
 《欽定古今圖書集成·明倫彙編·氏族典·常姓部》，出自陈梦雷《古今圖書集成》